# Anoplophora longehirsuta
Anoplophora longehirsuta är en skalbaggsart som beskrevs av Stephan von Breuning 1968. Anoplophora longehirsuta ingår i släktet Anoplophora och familjen långhorningar.
Artens utbredningsområde är:
- Laos.
- Myanmar.

Inga underarter finns listade i Catalogue of Life.